# Transglobal Underground
Transglobal Underground (иногда пишется как Trans-Global Underground) — английская музыкальная группа, специализирующаяся на слиянии западных, азиатских и африканских музыкальных стилей (иногда называемая уорлд-фьюжн и этно-техно). В их первых четырёх альбомах Наташа Атлас была солисткой, а их сингл «Temple Head» использовался в рекламной кампании Coca-Cola для Олимпийских игр 1996 года. В 2008 году они выиграли премию BBC Radio 3 Awards for World Music после выпуска своего седьмого официального альбома Moonshout. Их последний релиз — Walls Have Ears 2020 года, ознаменовавший возвращение Атлас в качестве гостя в группе. Их работу описывают как «столкновение традиций и инноваций».

## Дискография
- Dream of 100 Nations, 1993, No. 45
- International Times, 1994, No. 40
- Psychic Karaoke, 1996, No. 62
- Rejoice Rejoice, 1998
- Yes Boss Food Corner, 2001
- Impossible Broadcasting, 2004
- Moonshout, 2007
- A Gathering of Strangers, 2010
- The Stone Turntable, 2011
- Kabatronics, 2013
- Walls Have Ears, 2020